# Bernardino José de Sena Freitas
Bernardino José de Sena Freitas (Rio de Janeiro, 31 de Outubro de 1808 — São Pedro de Maximinos, Braga, 17 de Outubro de 1872) foi um publicista e historiador, colaborador assíduo da imprensa coeva, que se destacou no estudo e divulgação da historiografia dos Açores, arquipélago onde viveu parte importante da sua vida como administrador dos bens com que o pai fora agraciado por D. João VI na ilha de São Miguel. Legitimista assumido, foi fidalgo da Casa Real, comendador da Ordem de Cristo e «sócio provincial» da Academia das Ciências de Lisboa (1853).  Foi pai do polemista católico padre José Joaquim de Sena Freitas.

## Biografia
Nasceu na cidade do Rio de Janeiro, onde foi baptizado na Igreja de São José, filho de José Joaquim da Silva Freitas e Maria Benedita Martinelli, um casal que nos finais de Novembro de 1807 havia acompanhado a família real portuguesa aquando da transferência da corte portuguesa para o Brasil em fuga à invasão de Portugal pelos exércitos de Napoleão Bonaparte. Foi o filho primogénito do casal, que havia casado em Carnaxide a 2 de Junho de 1806, recebendo o nome do seu avô paterno, o desembargador Bernardino José de Sena Freitas, que tinha nascido em Minas Gerais no ano de 1745.
O pai de Bernardino José, filho de um desembargador e com alvará de Fidalgo da Casa Real desde 18 de Julho de 1803, pertencia ao alto funcionalismo da Corte, o que justifica ter acompanhado a família real na viagem para o Brasil, desempenhando as funções de oficial das Secretarias de Estado dos Negócios Estrangeiros e da Marinha e Domínios Ultramarinos. Já no Brasil, foi agraciado com o grau de cavaleiro da Ordem de Cristo e feito conselheiro do rei D. João VI.
No âmbito das funções que exercia na Secretaria de Estado da Marinha e Domínios Ultramarinos o pai de Bernardino José tinha a seu cargo a condução das matérias referentes aos Açores, ao tempo um domínio ultramarino, e terá prestado importantes serviços aos interesses açorianos. A família regressou a Lisboa com D. João VI e já no período do vintismo (entre 1821 e 1825), em agradecimento aos serviços prestados, especialmente no que respeitava aos Açores, o pai de Bernardino José foi agraciado  com a administração em três vidas dos bens de diversas capelas na ilha de São Miguel, com destaque para a de São Lázaro em Água d'Alto.
A família era legitimista, isto é partidária do miguelismo, tendo permanecido em Lisboa durante a Guerra Civil Portuguesa (1828-1834), mas a vitória liberal terá determinado a impossibilidade de Bernardino José seguir a carreira paterna, ficando excluído do funcionalismo público. A guerra e a derrota miguelista terão também impedido a frequência da Universidade de Coimbra, à época percurso natural para um jovem com origem social de Bernardino José.
Em 1836 Bernardino José casou em Lisboa com Maria José Brito Vaz Velho Veloso, de origem algarvia e parente dos Barões de Rio Zêzere, fixando-se naquela cidade. Sobre este e o período anterior da vida de Bernardino José de Sena Freitas pouco se sabe, apenas que o casal teve dois filhos e que em 1840, já após a morte de seu pai, provavelmente por se considerar definitivamente arredado do alto funcionalismo lisboeta devido à fama de legitimista, a família decidiu mudar-se para Vila Franca do Campo e assumir directamente a administração das capelas que herdara. Sabe-se que a 21 de Julho de 1840, data de nascimento do seu terceiro filho, o depois padre José Joaquim de Sena Freitas, a família já residia naquela vila e estava a tentar integrar-se na sociedade da ilha de São Miguel.
Após se ter instalado em São Miguel, Bernardino de Sena Freitas dedicou-se à escrita, abordando maioritariamente temas da história local e dedicando-se à pesquisa e organização dos arquivos das instituições micaelenses, demonstrando uma respeitável e ilustrada erudição.
Em 1844 nasceu-lhe uma filha e faleceu-lhe a esposa. Nesse ano teve uma prolongada ausência em Lisboa, durante a qual supervisionou a edição pela Imprensa Nacional de Lisboa da sua primeira obra de grande fôlego, intitulada Uma Viagem ao valle das Furnas, na ilha de S. Miguel em Junho de 1840. A edição foi feita com o patrocínio de Manuel de Medeiros da Costa Canto e Albuquerque, o barão das Laranjeiras e saiu do prelo em finais de 1845.
Em meados desse ano de 1845 regressou a São Miguel, casado em segundas núpcias com Mariana da Arrábida Anta do Carmo Amaral. A família fixou-se em Vila Franca do Campo, onde os filhos do primeiro casamento foram educados.
A partir de 1845 intensificou a sua actividade literária, publicando frequentes artigos sobre temas da história açoriana, mas particularmente da história micaelense, em quase todos os periódicos da ilha de São Miguel e da ilha Terceira. Esses artigos eram em boa parte resultado das pesquisas que fazia nos arquivos municipais e paroquiais. O seu interesse pelos arquivos levou a que propusesse diversos projectos de inventariação, sistematização e edição de fontes documentais açorianas que, não obstante as boas intenções, se malograram.
Apesar dos seus esforços, a crispação política e social causada pela revolta da Maria da Fonte e pela Patuleia, bem como a  vinda de António Feliciano de Castilho para Ponta Delgada em 1847, reduziram o protagonismo literário e intelectual que procurava.
Ainda assim, a 16 de Julho de 1853 foi eleito «sócio provincial» da Real Academia das Ciências de Lisboa, estatuto que utilizou para aceder aos arquivos das instituições públicas. Daí resultou a publicação de múltiplos artigos na imprensa micaelense, numa intensa actividade que manteria até 1855.
A partir de 1853 passou a visitar a ilha Terceira, aparentemente devido ao ostracismo a que progressivamente foi votado em São Miguel, transferindo para Angra do Heroísmo boa parte da sua acção. Naquela cidade mantinha uma relação de amizade com António Moniz Barreto Corte-Real, com quem trocara correspondência literária e erudita desde 1842 nas páginas do Anunciador da Terceira.
Entretanto foi encarregado, por portaria do Ministério do Reino de 27 de Outubro de 1854, de inspeccionar e concorrer para a organização dos arquivos documentais do País. Nessa missão, estudou os arquivos então existentes em Angra do Heroísmo, recebendo nesse ano do Governo Civil de Angra do Heroísmo a incumbência de organizar o arquivo das repartições extintas que se encontrava amontoado numa sala do Hospital da Misericórdia de Angra. Em resultado do trabalho arquivístico realizado em Angra publicou em 1856 um Relatório onde faz observações sobre os arquivos e a memória local que, a par dos textos de José de Torres sobre História dos Açores. Necessidade e modo de a escrever, podem ser classificados como percursores da moderna historiografia açoriana.
Nestes anos de assídua presença em Angra do Heroísmo, onde cultivava amizade com o bispo e a cúria diocesana, manteve intensa colaboração com o periódico de pendor conservador Catholico Terceirense, procurando influenciar doutrinariamente o clero local e difundir posições políticas pró-legitimistas. Em consequência foi fortemente atacado pela imprensa liberal da época, especialmente pelo periódico Pobres na Terceira que em 1857 publicou uma série de artigos que apodam Sena Freitas de homem dissoluto, intelectual de salão e profissional do plágio.
No ano de 1855, a família Sena Freitas abandonou definitivamente os Açores e mudou-se para Lisboa e depois para Braga, onde a partir de 1860 se fixou na freguesia de São Pedro de Maximinos daquela cidade.
Em Braga manteve a sua actividade como investigador sobre a histórico, produzindo diversos trabalhos, muitos dos quais objecto de publicação póstuma, na maior parte dos casos por iniciativa do seu filho José Joaquim de Sena Freitas, tendo ficado alguns trabalhos inéditos. Em 1871 celebrou com o Governo, presidido pelo açoriano António José de Ávila, um contrato visando a publicação de uma história dos Açores. O contrato, que não chegou a ser executado devido ao falecimento de Sena Freitas no ano imediato, deu origem a polémica, sendo objecto de uma das «farpas» de Eça de Queirós em As Farpas de Setembro de 1871, no qual algumas das cláusulas do contrato são jocosamente denunciadas como não sindicáveis.
Faleceu na freguesia de Maximinos, Braga, em 1872, aos 63 anos de idade. Deixou um legado que enriqueceu bastante a bibliografia açoriana, parte do qual disperso em jornais e revistas de que era colaborador, entre os quais o Philologo, a Revista dos Açores, a Revista Universal Lisbonense, a Agricultor Michaelense, o Annunciador da Terceira, o Correio Michaelense e o Catolico Terceirense. Deixou também várias obras inéditas em manuscritos integrados nas livrarias de José do Canto e de Ernesto do Canto e várias obras integradas na colecção Variedades Açorianas de José de Torres.
Conhece-se colaboração da sua autoria nos periódicos Revista universal lisbonense  (1841-1859), Ribaltas e gambiarras (1881) e Brasil-Portugal (1899-1914).

## Obras publicadas
Para além de uma vasta obra dispersa pela imprensa periódica da época, especialmente nos jornais editados em Ponta Delgada e Angra do Heroísmo, é autor das seguintes obras:
- 1845 — Uma Viagem ao valle das Furnas, na ilha de S. Miguel em Junho de 1840. Lisboa, Imprensa Nacional.
- 1845 —  Os tributos estabelecidos na ilha de S, Miguel, precedidos de uma breve noticia dos tributos de Portugal desde os fundamentos da monarchia. Lisboa, Imprensa Nacional.
- 1845 — Memoria Historica sobre o intentado descobrimento de uma supposta ilha ao norte da Terceira nos annos de 1649 e 1770, com muitas notas illustrativas e documentos ineditos. Lisboa, Imprensa Nacional.
- 1846 — Colecção de memórias e documentos para a história de Algarve. Faro : Typ. de F.S. da Paz Furtado.
- 1847 — Breve notícia da trasladação da Imagem de Sancta Barbara do convento de N. S. da Esperança para o castello de S. Braz de Ponta Delgada no dia 24 de Junho de 1847. Ponta Delgada, Typ. do Correio Michaelense.
- 1848 — O retrato d'el-rei D. Sebastião na Ilha Terceira. Angra do Heroísmo, Imp. de Joaquim José Soares.
- 1856 — Relatorio Historico sobre a classificação do archivo existente no antigo edificio do Hospital da Santa Casa da Misericordia da Cidade d'Angra do Heroísmo. Angra, Typ. de M. J. P. Leal.
- 1858 — Noções nummarias em que historicamente se trata da moeda fraca e da moeda forte. Angra, Typ. de M. J. P. Leal.
- 1860 — Religião e patria; o papado e a revolução: curiosa collecção de escripto se documentos historicos e diplomaticos, de direito publico e canonico, religiosos, philosophicos e moraes, offerecida aos catholicos portuguezes de todos os partidos. Angra  (foi publicada em duas séries, sendo a última de 1860 a 1861, in-8.°).
- 1870 — «Memoria Histórica sobre a Moeda nos Açores», in Arquivo dos Açores. Ponta Delgada, Universidade dos Açores, 9: 292-413.
- 1890 — Memórias de Braga, Braga, Imp. Catholica, 1890 (edição póstuma, em 5 volumes, promovida pelo filho do autor, o padre José Joaquim de Sena Freitas).
- 1890 — Os Cains: drama historico e politico em 3 actos. Imprensa Catholica, Braga.
- 1918-1919 — «El-Rei D. Affonso VI no Castello d'Angra», in Revista Michaelense. Ponta Delgada, Of. de Artes Gráficas, 1 e 2 (1918-1919): 187-209 e 47-89.
- 1919 — «Breve notícia da reclusão do Conde do Rio Grande, Lopo Furtado de Mendonça, Almirante da Real Armada, no castello da Ilha Terceira», in Revista Michaelense, 2 (1919): 211-219.